# Zwieriewo (rejon prawdinski)
Zwieriewo (ros. Зверево; niem. Wandlacken; pol. Wętławki; lit. Vantlaukis) – osiedle w Rosji, w obwodzie królewieckim, w rejonie prawdinskim.
Miejscowość położona jest tuż przy granicy państwowej. Po drugiej strony granicy znajduje się polska wieś Asuny.

## Historia
Wandlacken to dawny obszar dworski, który  w latach 1874-1930 był siedzibą gminy Wandlacken (Amtsbezirk Wandlacken), który należał do powiatu Gerdauen w obwodzie królewieckim w pruskiej prowincji Prusy Wschodnie. W 1910 r. Wandlacken liczyło 389 mieszkańców. W 1930 roku siedzibę gminy Wandlacken  przeniesiono do Altendorf (ros. Wiszniowoje). W 1933 roku w Wandlacken mieszkało 578 osób, a w 1939 r. 569 osób. Do 1945 gmina Wandlacken obejmowała wsie Bawien (1938–1945 Bauden, ros. Nikitino), Klinthenen (Znamienka), Linde (Michajłowka), Rehfliess (Sławosze) i Wickerau (Czerkasówka).
Po II wojnie światowej Wandlacken nazwano Wętławkami. Wętławki zostało siedzibą istniejącej przejściowo zbiorowej gminy Wętławki na terenie tzw. Ziem Odzyskanych, na obszarze przeciętego granicą państwową powiatu gierdawskiego. Prawie cała gmina Wętławki (oprócz Sławoszy (Rehfließ)) znalazła się po stronie radzieckiej, przez co została zniesiona, a przypadły Polsce skrawek gminy Wętławki wszedł w skład gminy Mołtajny, którą ostatecznie przekształcono w  gminę Bobrowo (Biberniki). W związku ze zniesieniem ekspozytury powiatu gierdawskiego w Polsce 30 listopada 1946 obszar ten włączono do powiatu kętrzyńskiego.
Wętławki (Wandlacken) weszły w skład ZSRR a w 1947 roku przemianowano je na Zwieriewo.

## Zobazc też
- Sławosze